# پناسیا (فلوریا)
پناسیا (به انگلیسی: Panacea) یک منطقهٔ مسکونی در ایالات متحده آمریکا است که در شهرستان واکالا، فلوریدا واقع شده‌است. پناسیا ۸۱۶ نفر جمعیت دارد و ۲٫۱۳ متر بالاتر از سطح دریا قرار دارد.